# Coopertest
 Denne artikel bør gennemlæses af en person med fagkendskab for at sikre den faglige korrekthed.

Coopers test er en betegnelse for en fysisk løbetest som i sin oprindelige form måler, hvor langt testpersonen kan løbe på 12 minutter.
Navnet kommer fra lægen og obersten Kenneth H. Cooper, der i 1968 udviklede den til måling af træningen af amerikanske soldater.
Under sin militære karriere opfandt Cooper denne simple test, som korrelerede godt med VO2max-testen (måling af kondital). Metoden passede også vældig godt med træningsrutinerne hos militæret, da man hermed hurtigt kunne bedømme konditionsniveauet for et stort antal mennesker.
Coopertesten bliver også benyttet af det danske forsvar.
Den tilbagelagte distance danner grundlaget for testpersonens indplacering ved samtidig at tage højde for personens alder og køn. Til eksempel bedømmer man, for mænd mellem 20 og 30 år, en løbedistance på over 2800 meter for Meget godt, over 2400 m Godt, over 2200 m Nogenlunde. Resultater derunder bedømmes med grader af Dårligt.

## Testresultater
| Alder | Køn | Meget godt | Godt          | Nogenlunde    | Dårligt       | Meget dårligt |
| ----- | --- | ---------- | ------------- | ------------- | ------------- | ------------- |
| 11-14 | ♂   | 2500+ m    | 2400 - 2600 m | 2200 - 2399 m | 2100 - 2199 m | op til 1400 m |
| 11-14 | ♀   | 1700+ m    | 1400 - 1700 m | 1100 - 1400 m | 800 - 1100 m  | op til 1600 m |
| 15-16 | ♂   | 2800+ m    | 2500 - 2800 m | 2300 - 2499 m | 2200 - 2299 m | op til 2200 m |
| 15-16 | ♀   | 2100+ m    | 2000 - 2100 m | 1700 - 1999 m | 1600 - 1699 m | op til 1600 m |
| 17-20 | ♂   | 3000+ m    | 2700 - 3000 m | 2500 - 2699 m | 2300 - 2499 m | op til 2300 m |
| 17-20 | ♀   | 2300+ m    | 2100 - 2300 m | 1800 - 2099 m | 1700 - 1799 m | op til 1700 m |
| 21-29 | ♂   | 2800+ m    | 2400 - 2800 m | 2200 - 2399 m | 1600 - 2199 m | op til 1600 m |
| 21-29 | ♀   | 2700+ m    | 2200 - 2700 m | 1800 - 2199 m | 1500 - 1799 m | op til 1500 m |
| 30-39 | ♂   | 2700+ m    | 2300 - 2700 m | 1900 - 2299 m | 1500 - 1899 m | op til 1500 m |
| 30-39 | ♀   | 2500+ m    | 2000 - 2500 m | 1700 - 1999 m | 1400 - 1699 m | op til 1400 m |
| 40-49 | ♂   | 2500+ m    | 2100 - 2500 m | 1700 - 2099 m | 1400 - 1699 m | op til 1400 m |
| 40-49 | ♀   | 2300+ m    | 1900 - 2300 m | 1500 - 1899 m | 1200 - 1499 m | op til 1200 m |
| 50+   | ♂   | 2400+ m    | 2000 - 2400 m | 1600 - 1999 m | 1300 - 1599 m | op til 1300 m |
| 50+   | ♀   | 2200+ m    | 1700 - 2200 m | 1400 - 1699 m | 1100 - 1399 m | op til 1100 m |